# Jutrzenka (województwo lubuskie)
Jutrzenka – osada w Polsce położona w województwie lubuskim, w powiecie wschowskim, w gminie Sława. 
W latach 1975–1998 miejscowość administracyjnie należała do województwa zielonogórskiego.